# Ibrahim Afellay
Ibrahim Afellay (arabsky إبراهيم أفيلاي‎; * 2. dubna 1986 Utrecht) je nizozemský fotbalista marockého původu, který je od léta 2019 hráčem nizozemského fotbalového klubu PSV Eindhoven. Je také v kádru nizozemského reprezentačního týmu, který na mistrovství světa 2010 v Jihoafrické republice vybojoval stříbrné medaile. V roce 2007 získal Cenu Johana Cruijffa (Johan Cruijff Prijs), která se v Nizozemsku každoročně uděluje nejlepším mladým hráčům do 21 let.

## Klubová kariéra
Od srpna 2014 hostoval v řeckém Olympiakosu Pireus.
Během léta v roce 2019 se po více než osmi letech vrátil do PSV Eindhoven.

## Statistiky

### Klub
Aktualizováno: 13. května 2012
| Klub             | Sezóna           | Liga   | Liga | Pohár  | Pohár | Evropa | Evropa | Ostatní | Ostatní | Celkem | Celkem |
| Klub             | Sezóna           | Starty | Góly | Starty | Góly  | Starty | Góly   | Starty  | Góly    | Starty | Góly   |
| ---------------- | ---------------- | ------ | ---- | ------ | ----- | ------ | ------ | ------- | ------- | ------ | ------ |
| PSV              | 2003–04          | 2      | 0    | 1      | 0     | —      | —      | —       | —       | 3      | 0      |
| PSV              | 2004–05          | 7      | 2    | 2      | 0     | —      | —      | —       | —       | 9      | 2      |
| PSV              | 2005–06          | 23     | 2    | 2      | 0     | 8      | 0      | 1       | 0       | 34     | 2      |
| PSV              | 2006–07          | 27     | 6    | 2      | 0     | 5      | 0      | —       | —       | 34     | 6      |
| PSV              | 2007–08          | 24     | 2    | 0      | 0     | 8      | 0      | 1       | 0       | 33     | 2      |
| PSV              | 2008–09          | 28     | 13   | 1      | 0     | 4      | 0      | 1       | 0       | 34     | 13     |
| PSV              | 2009–10          | 29     | 4    | 4      | 1     | 11     | 1      | —       | —       | 44     | 6      |
| PSV              | 2010–11          | 19     | 6    | 1      | 0     | 6      | 1      | —       | —       | 26     | 7      |
| PSV              | Celkem           | 159    | 35   | 13     | 1     | 42     | 2      | 3       | 0       | 217    | 38     |
| Barcelona        | 2010–11          | 16     | 1    | 6      | 1     | 7      | 0      | —       | —       | 29     | 2      |
| Barcelona        | 2011–12          | 4      | 0    | 0      | 0     | 1      | 0      | —       | —       | 5      | 0      |
| Barcelona        | Celkem           | 20     | 1    | 6      | 1     | 8      | 0      | —       | —       | 34     | 2      |
| Celkem v kariéře | Celkem v kariéře | 179    | 36   | 19     | 2     | 50     | 2      | 3       | 0       | 251    | 40     |

## Reprezentační kariéra
Zúčastnil se domácího Mistrovství světa hráčů do 20 let 2005 v Nizozemsku, kde jeho tým vypadl ve čtvrtfinále proti Nigérii v penaltovém rozstřelu.
Ibrahim Afellay řešil dilema poté, co měl nabídky k reprezentaci Maroka i Nizozemska na seniorské úrovni. Afellay má marocký původ, ale narodil se a vyrůstal v Nizozemsku. Nakonec se rozhodl pro nizozemskou reprezentaci navzdory silné konkurenci na jeho postu v záloze.
V nizozemském reprezentačním A-mužstvu debutoval v kvalifikačním zápase o EURO 2008 proti Slovinsku 28. března 2007, když hrál v základní sestavě až do 85. minuty, kdy jej vystřídal Clarence Seedorf (Nizozemsko vyhrálo ve Slovinsku 1:0).
12. října 2010 vstřelil Afellay své první dva góly za nizozemskou reprezentaci v domácím kvalifikačním utkání proti Švédsku (výhra Nizozemska 4:1). Dva góly vstřelil i 2. června 2012 v přátelském utkání proti hostujícímu Severnímu Irsku, trefil se v 37. a 51. minutě zápasu. Nizozemsko zvítězilo vysoko 6:0.

### EURO 2012
Mistrovství Evropy 2012 v Polsku a na Ukrajině se Nizozemsku vůbec nezdařilo. Ačkoli bylo po suvérénní kvalifikaci považováno za jednoho z největších favoritů, prohrálo v základní skupině B všechny tři zápasy (v tzv. „skupině smrti“ postupně 0:1 s Dánskem, 1:2 s Německem a 1:2 s Portugalskem) a skončilo na posledním místě. Affelay odehrál všechny tři zápasy, proti Dánsku a Německu v základní sestavě (ale pokaždé byl vystřídán) a proti Portugalsku šel na hřiště v průběhu druhého poločasu.

### Reprezentační góly
Góly Ibrahima Afellaye za reprezentační A-mužstvo Nizozemska
| 010                 | 12. 10. 2010 | Amsterdam ArenA, Amsterdam, Nizozemsko      | Švédsko       | 02:0 0(37.) | 4:1 | kvalifikace na Euro 2012 |
| 02                  | 12. 10. 2010 | Amsterdam ArenA, Amsterdam, Nizozemsko      | Švédsko       | 04:0 0(59.) | 4:1 | kvalifikace na Euro 2012 |
| 03                  | 25. 3. 2011  | Stadion Ference Puskáse, Budapešť, Maďarsko | Maďarsko      | 00:2 0(44.) | 0:4 | kvalifikace na Euro 2012 |
| 04                  | 2. 6. 2012   | Amsterdam ArenA, Amsterdam, Nizozemsko      | Severní Irsko | 04:0 0(37.) | 6:0 | přátelský zápas          |
| 05                  | 2. 6. 2012   | Amsterdam ArenA, Amsterdam, Nizozemsko      | Severní Irsko | 05:0 0(51.) | 6:0 | přátelský zápas          |
| 06                  | 10. 10. 2014 | Amsterdam ArenA, Amsterdam, Nizozemsko      | Kazachstán    | 02:1 0(82.) | 3:1 | kvalifikace na EURO 2016 |
| Platí k 14. 3. 2015 |              |                                             |               |             |     |                          |

## Úspěchy

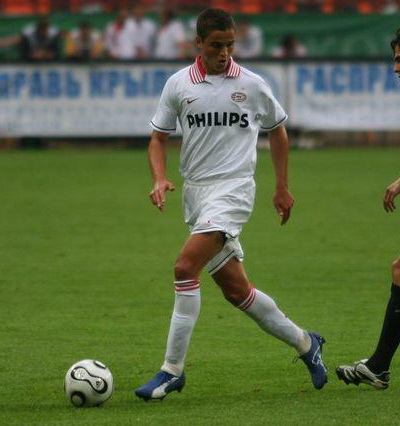
Ibrahim Afellay v dresu PSV Eindhoven.

### Klubové
PSV Eindhoven
- 3× vítěz nizozemské ligy (2005/06, 2006/07, 2007/08)
- 1× vítěz nizozemského poháru (2004/05)
- 1× vítěz nizozemského superpoháru (2008)

FC Barcelona
- 1× vítěz Primera División (2010/11)
- 1× vítěz Ligy mistrů (2010/11)
- 1× vítěz španělského Superpoháru (2011)
- 1× vítěz evropského Superpoháru (2011)
- 1× vítěz MS klubů (2011)
- 1× vítěz Copa del Rey (2011/12)

### Reprezentační
- stříbro z Mistrovství světa (2010)

### Individuální
- Cena Johana Cruijffa (2007)